# Ambiente de área de trabalho
Em computação, ambiente de área de trabalho (em inglês desktop environment) é uma implementação de uma metáfora de escritório (ou tampo de mesa) formado por um agregado de programas executando em uma interface gráfica (GUI), parte integrante de um sistema operacional visto com maior frequência nos computadores pessoais, até o surgimento da computação móvel.
Ambientes de Desktops ajudam a facilitar o acesso e edição de arquivos, mas necessitam do acesso provido pelas funcionalidades de nível mais baixo de um sistema operacional para executarem tais funções. Em contraste, a linha de comando é utilizada quando um controle maior sobre o sistema operacional é necessário.
Um ambiente de desktop é tipicamente composto por ícones, janelas, barra de ferramentas, diretórios, papéis de parede e widgets, como WIMP. Uma interface gráfica de usuário pode também prover arrastar e soltar e outras funcionalidades para manter a metáfora de escritório o mais completo possível. Um ambiente de desktop tem como objetivo ser intuitivo na forma como o usuário interage com o computador, com conceitos similares aos existentes no mundo real como botões e janelas.

Enquanto o termo ambiente de desktop foi originalmente utilizado para denotar a metáfora de escritório em interfaces de usuário, também é utilizado para descrever programas que realizem tal função junto com a interface.. Esta utilização foi mais popularizada por projetos como o CDE, KDE e Gnome

Um ambiente de desktop inclui uma interface gráfica, e.g. GNOME Shell ou Plasma

## Implementação
Em um sistema que oferece um ambiente de desktop, um gerenciador de janelas em conjunto com aplicativos escritos utilizando um toolkit específico são geralmente responsáveis por quase tudo que o usuário vê. O gerenciador de janelas suporte a interação com os usuários enquanto o ambiente, juntamente com o toolkit, provê uma biblioteca de software para aplicativos com um comportamento e aparência uniformes.
Um sistema de janelas é uma interface genérica que comunica diretamente com o sistema operacional e bibliotecas. Este provê suporte ao hardwre gráfico, dispositivos de apontamento e teclados. O gerenciador de janelas geralmente roda em uma camada acima do sistema de janelas. Enquanto o sistema de janelas provê algumas das funcionalidades de gerenciamento, estas são consideradas como parte do gerenciador de janelas, que por um acaso é também provido pelo sistema de janelas.
Aplicativos criados com um gerenciador de janelas em mente tendem a utilizar o toolkit daquele gerenciador, provido pelo sistema operacional ou pelo sistema de janelas atual. O toolkit dá acesso a widgets permitindo ao usuário interagir graficamente e de forma consistente com o aplicativo.

## História
O primeiro ambiente de desktop foi criado pela Xerox, comercializado juntamente com o Xerox Alto nos anos 70. O Alto era considerado um computador de mesa corporativo pela Xerox; acabou falhando no mercado por conta do marketing pobre e alto preço. Através do Lisa a Apple introduziu o ambiente de desktop em um computador pessoal com um preço aceitável, mas também acabou falhando no mercado.
A metáfora de escritório foi popularizada pelo computador pessoal Macintosh da Apple em 1984, e foi popularizada pelo Windows da Microsoft nos anos 90. Em 2014, a maioria dos ambientes de desktop são descendentes diretos dos primeiros ambientes, incluindo o Windows Aero utilizado no Windows Vista e Windows 7, e o Aqua utizado pelo OS X. Quando comparados com ambientes de trabalho X11 disponíveis em sistemas Unix-Like como o Linux e o FreeBSD, os ambientes de trabalho proprietários tem um layout relativamente mais rígido e funcionalidades estáticas, tendo um design altamente "integrado" para prover experiências de usuário mais consistente.
O Microsoft Windows domina em marketshare entre os computadores pessoais que possuem ambiente de desktop. Computadores utilizando sistemas operacionais do tipo Unix como o OS X, Chrome OS, Linux, BSD e Solaris são muito menos comuns; contudo, em 2015 nota-se um crescente mercado de computadores de baixo custo usando Linux e X11 ou Wayland com uma grande gama de ambientes de desktop. Dentre os mais populares estão os Chromebooks da Google, o NUC da Intel e o Raspberry Pi
Nos tablets e smartphones a situação é a oposta, com sistemas operacionais do tipo Unix dominando o mercado, incluindo o iOS (Derivado BSD), Android, Tizen, Sailfish e Ubuntu (todos derivados do Linux). O Windows Phone, Windows RT e Windows 10 são utilizados em uma quantia muito menor de tablets e smartphones. Contudo, a vasta maioria dos sistemas operacionais de tipo Unix utilizados em dispositivos portáteis não usam o X11 ou outras interfaces gráficas projetadas para computadores pessoais. Estes acabam utilizando interfaces gráficas próprias, não baseadas em outra tecnologia.

## Galeria

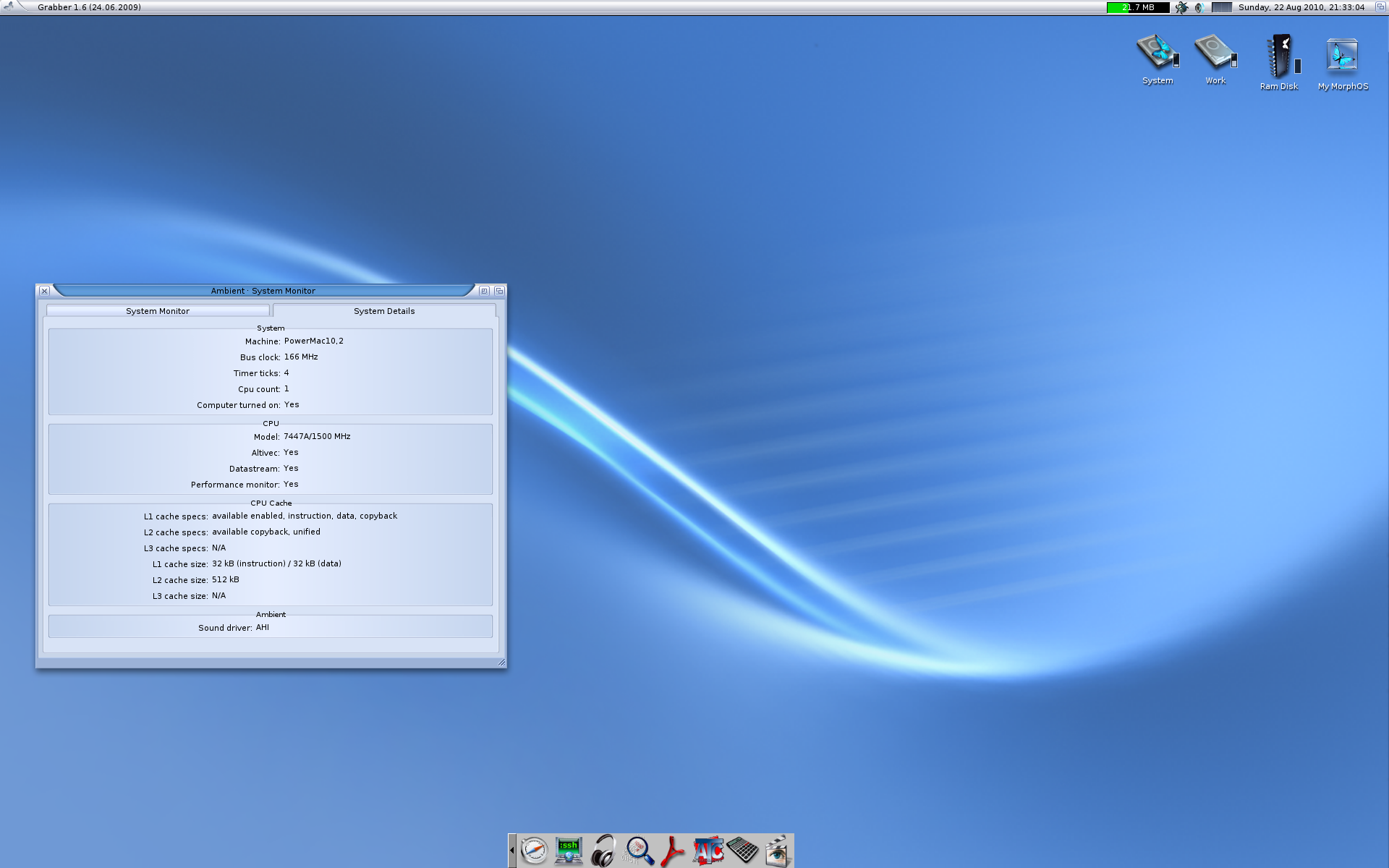
Ambient
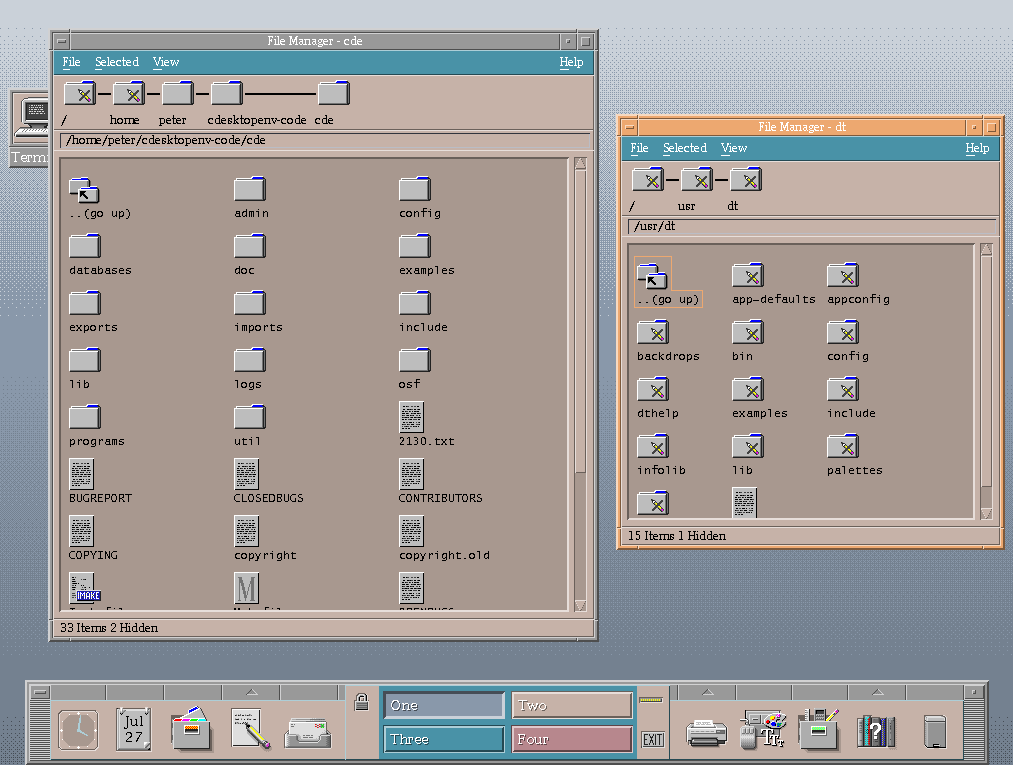
CDE
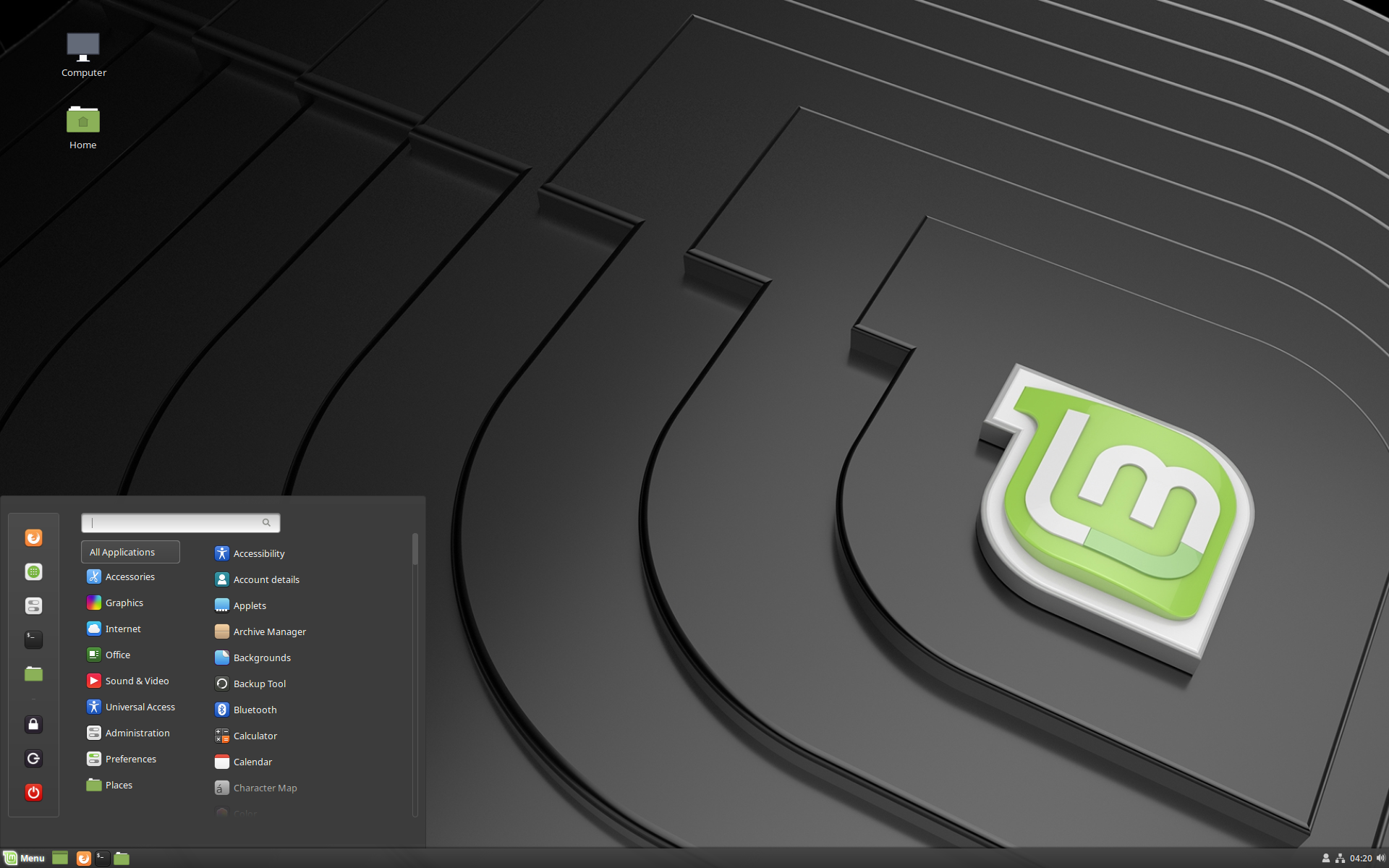
Cinnamon
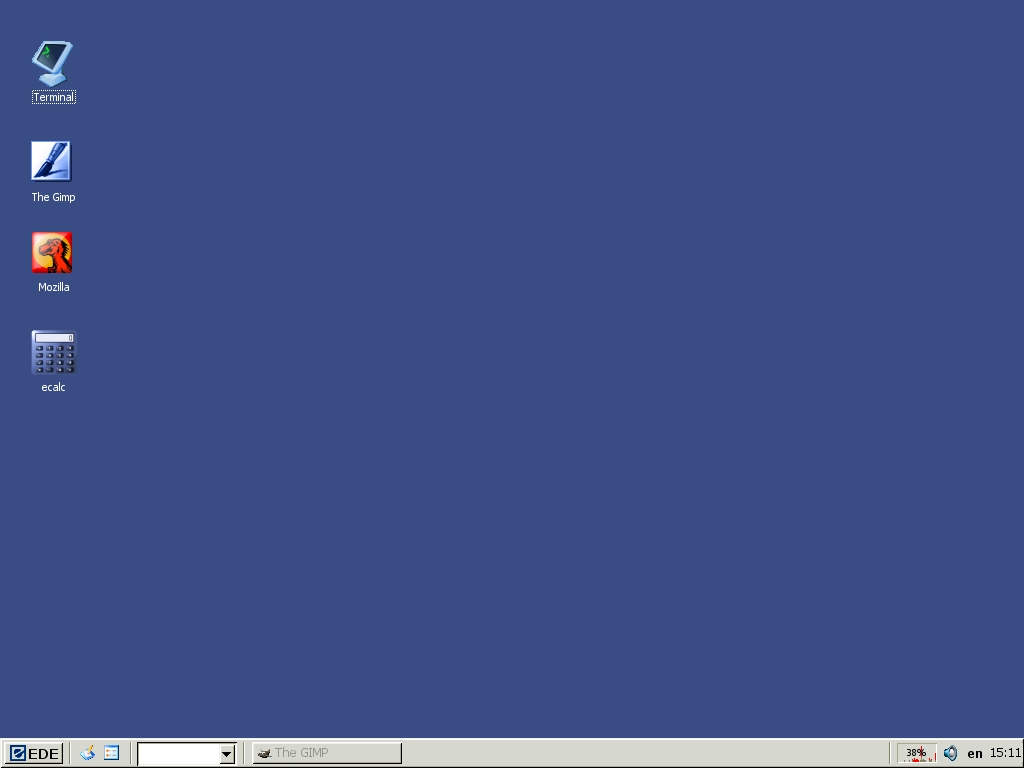
EDE
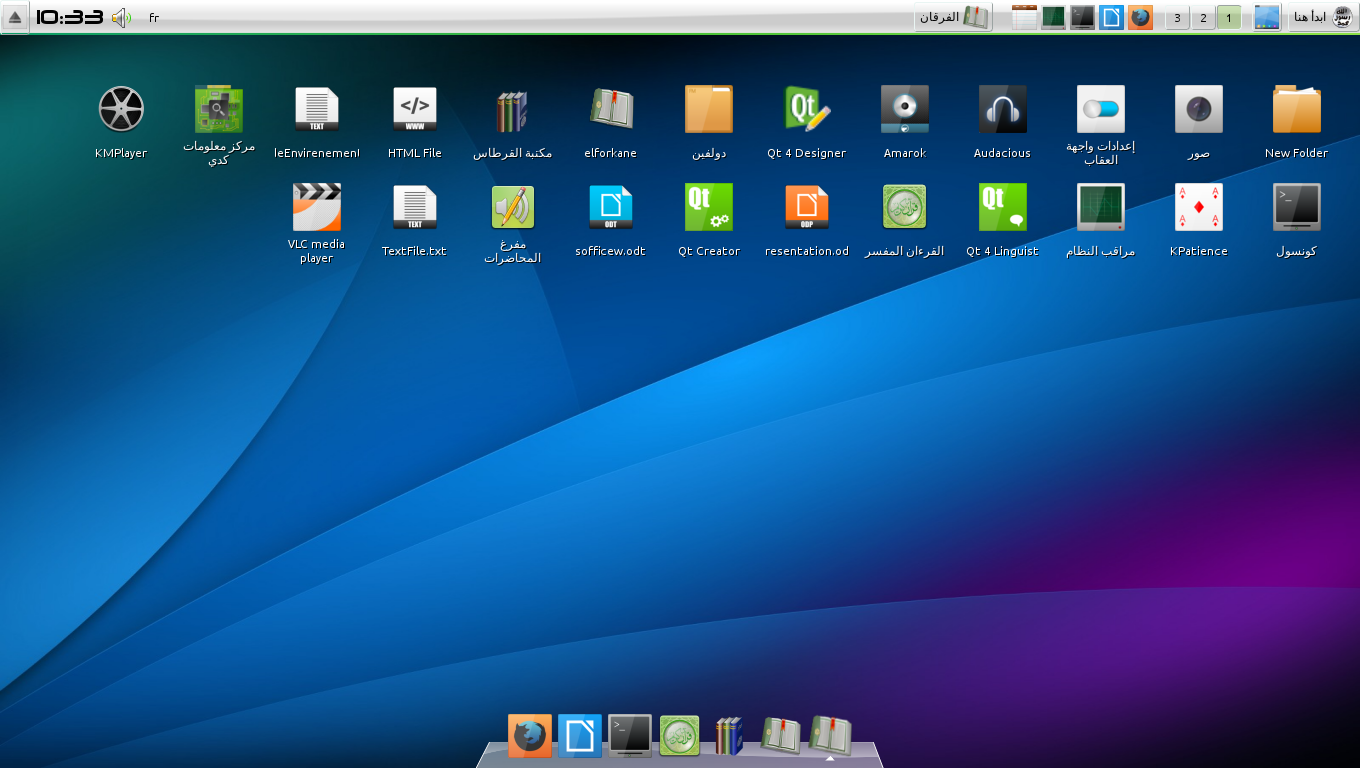
Elokab
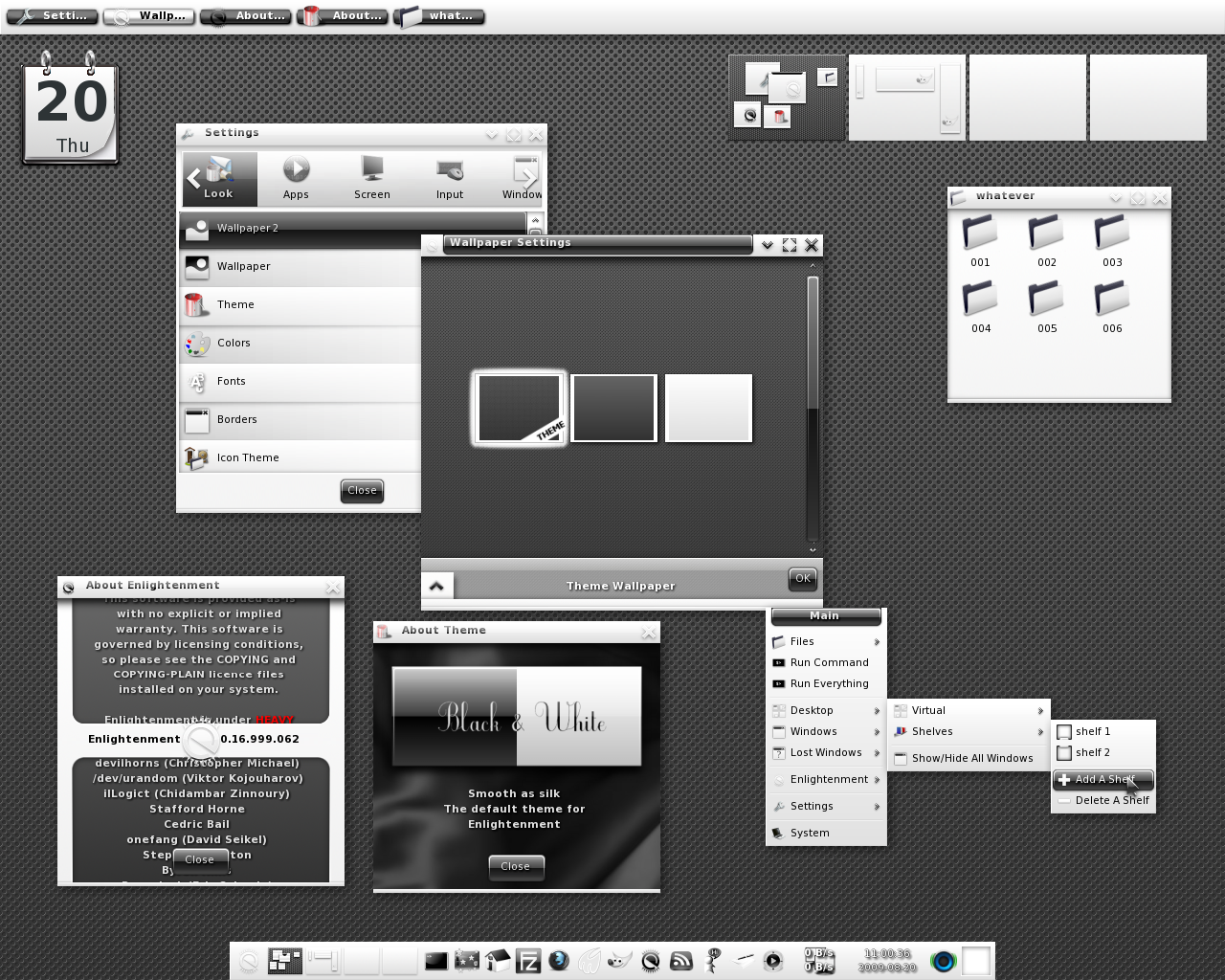
Enlightenment
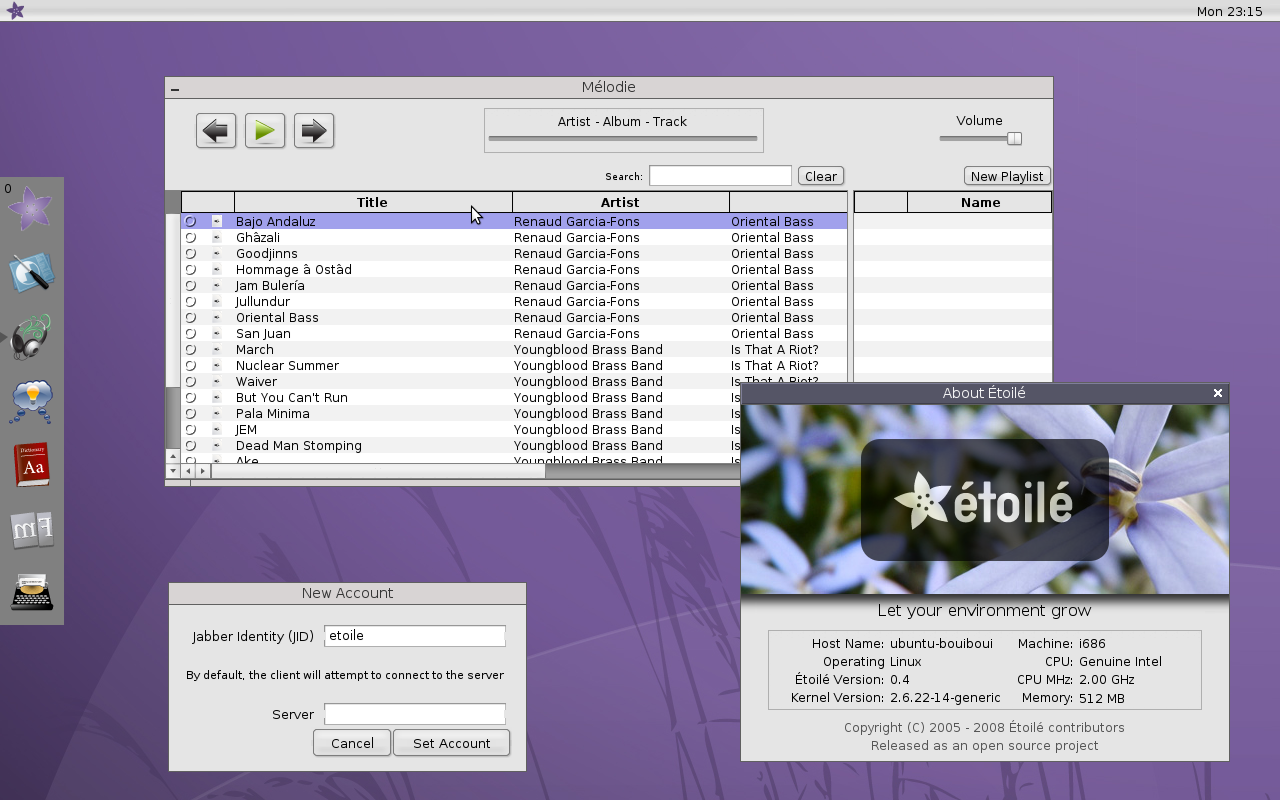
Étoilé
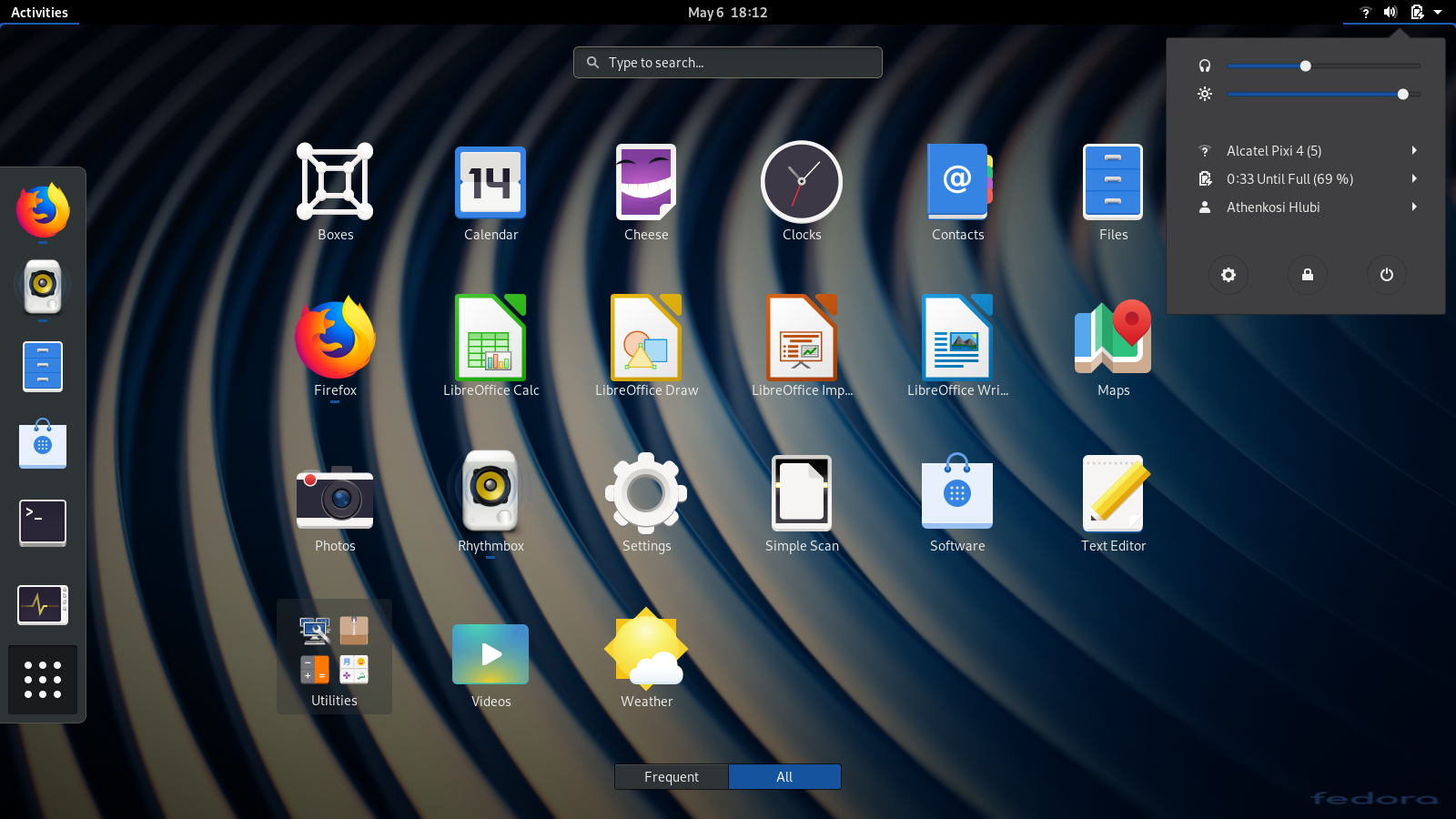
GNOME Shell
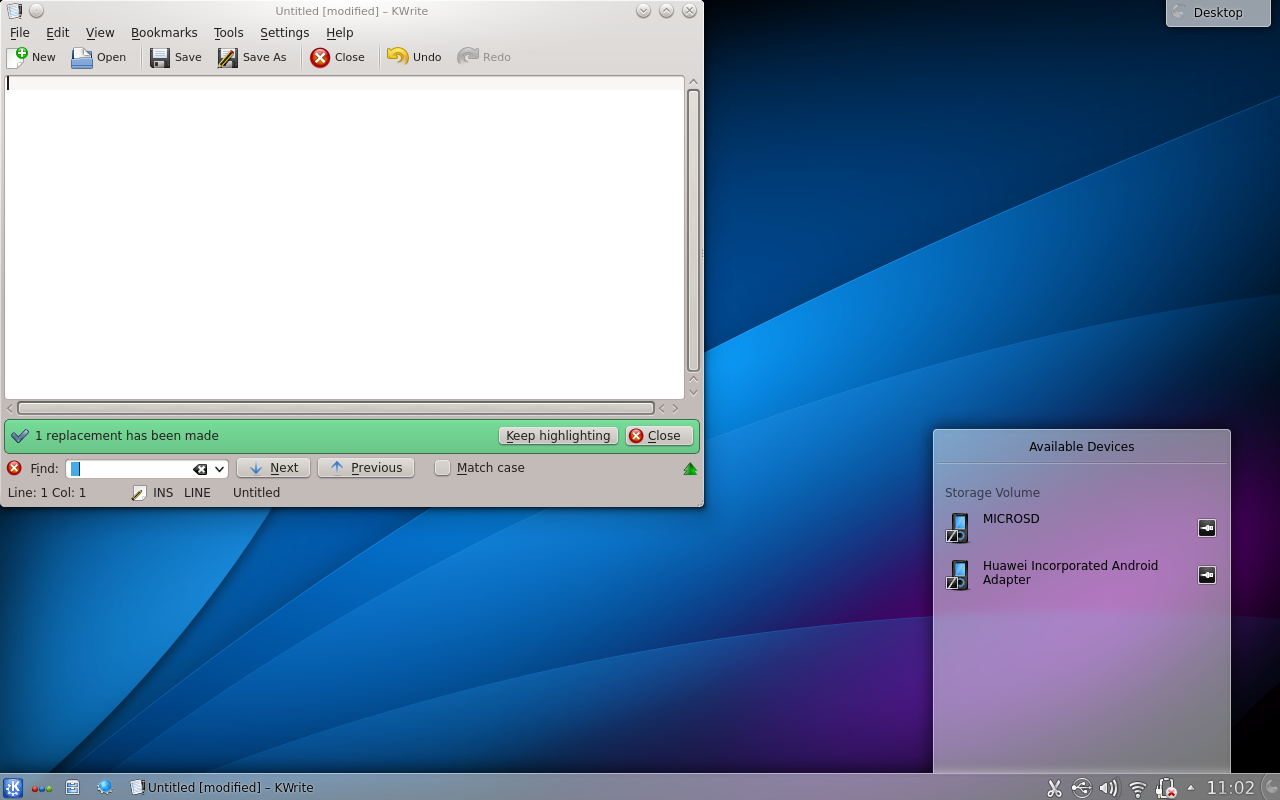
KDE SC
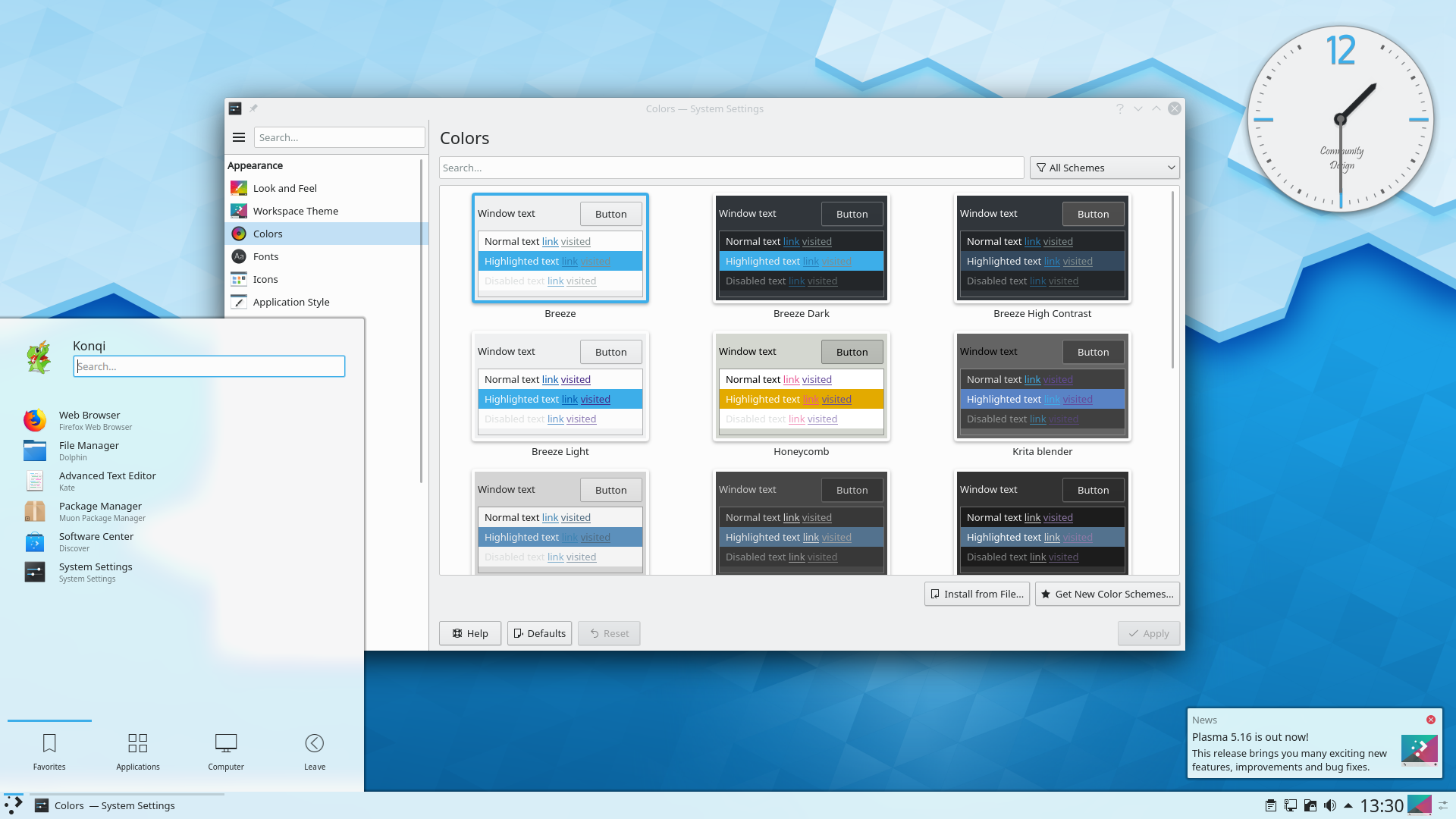
KDE Plasma 5
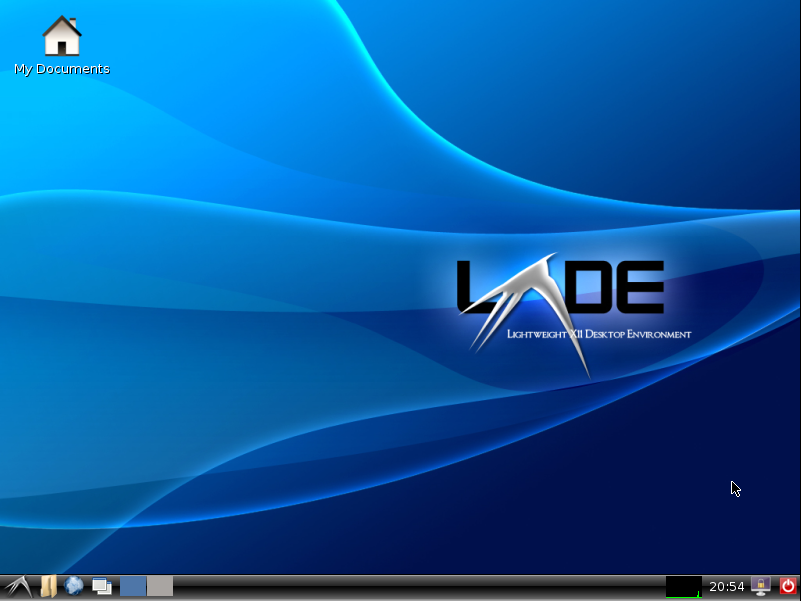
LXDE
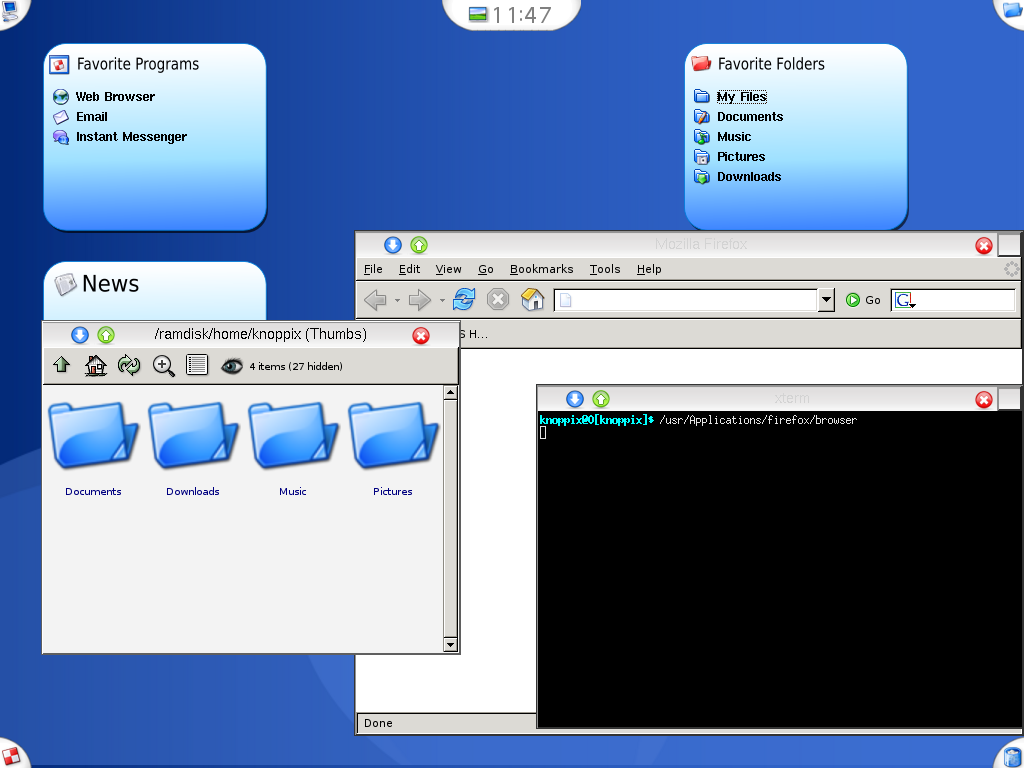
Mezzo
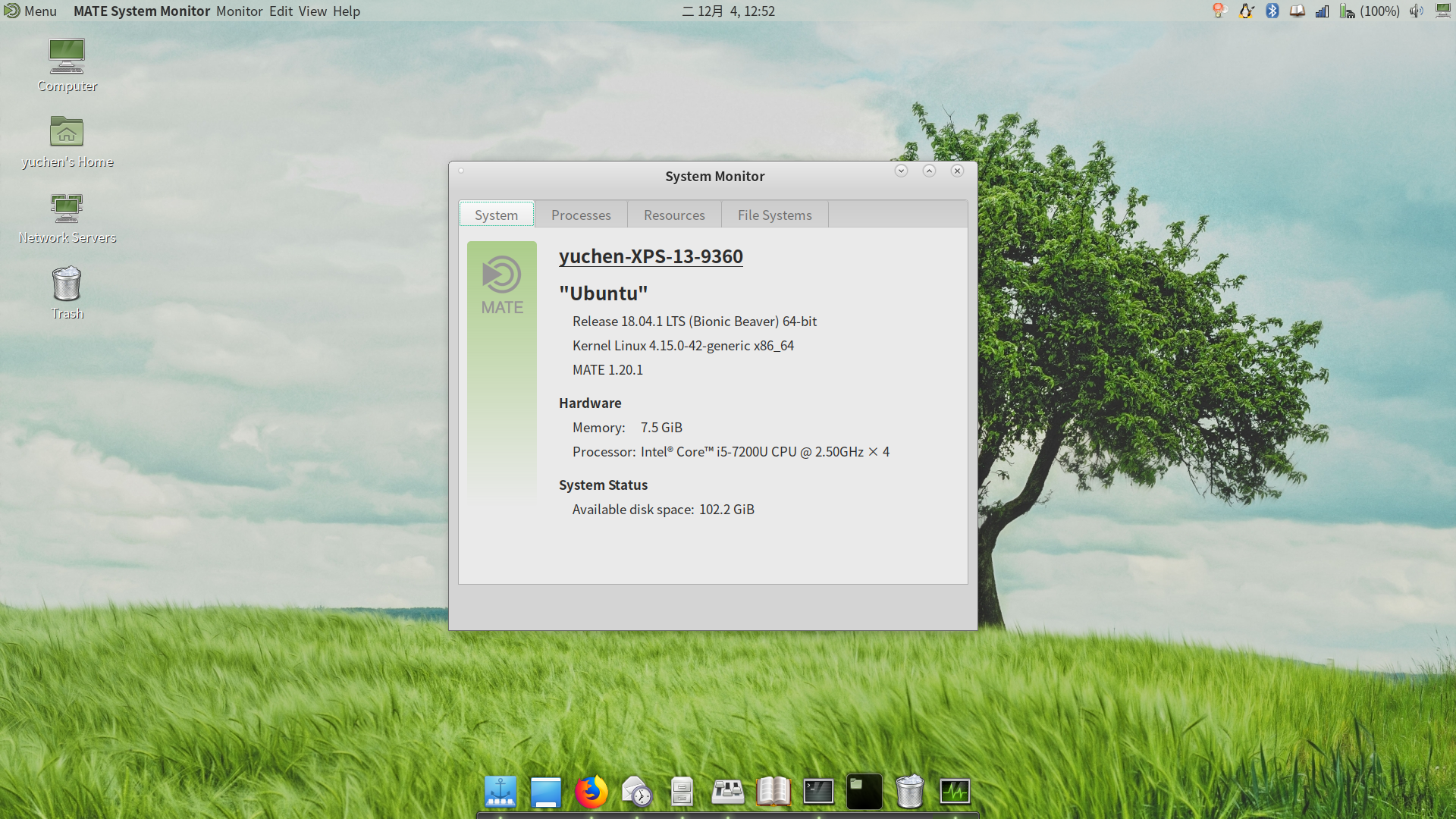
MATE
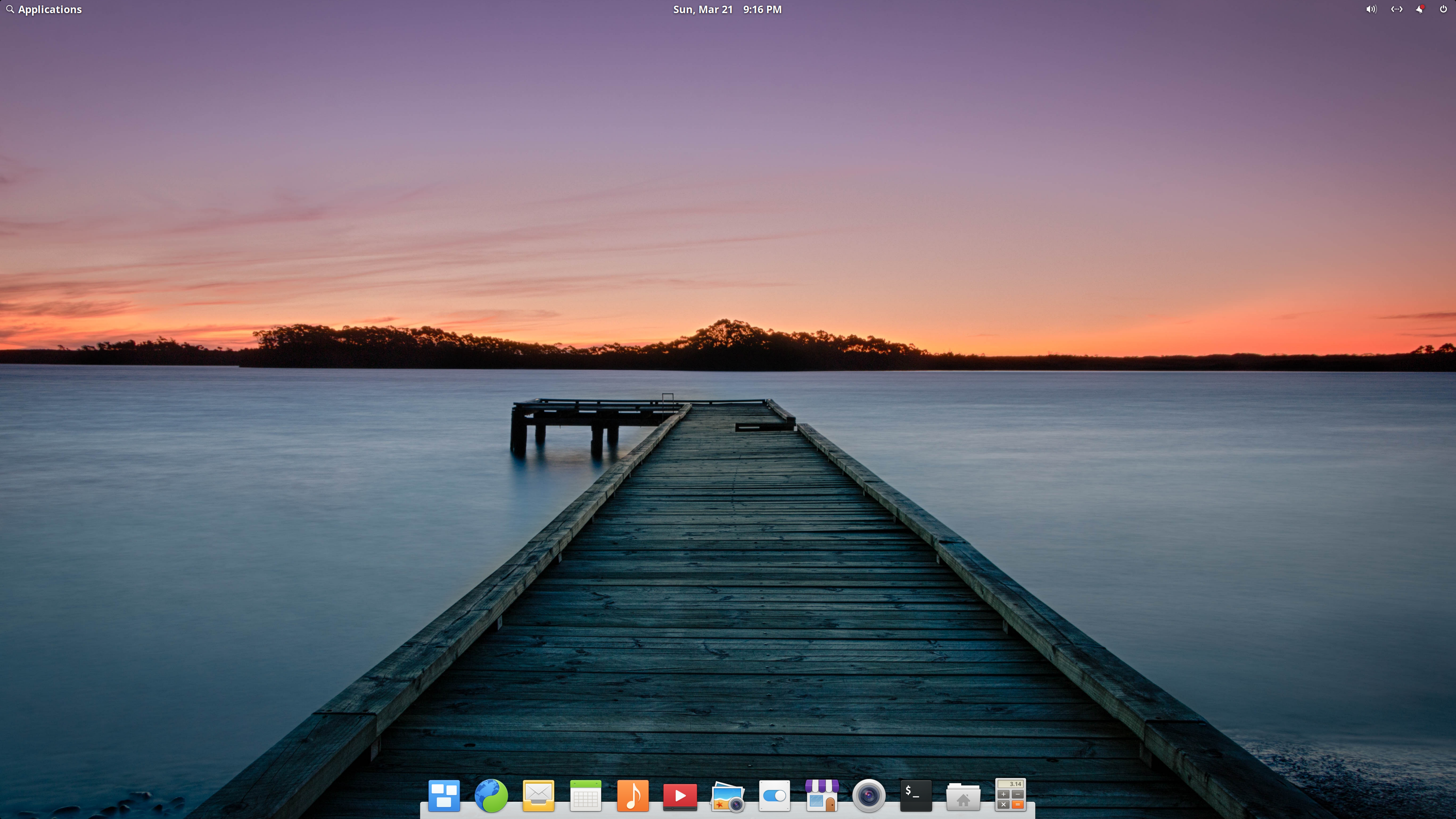
Pantheon
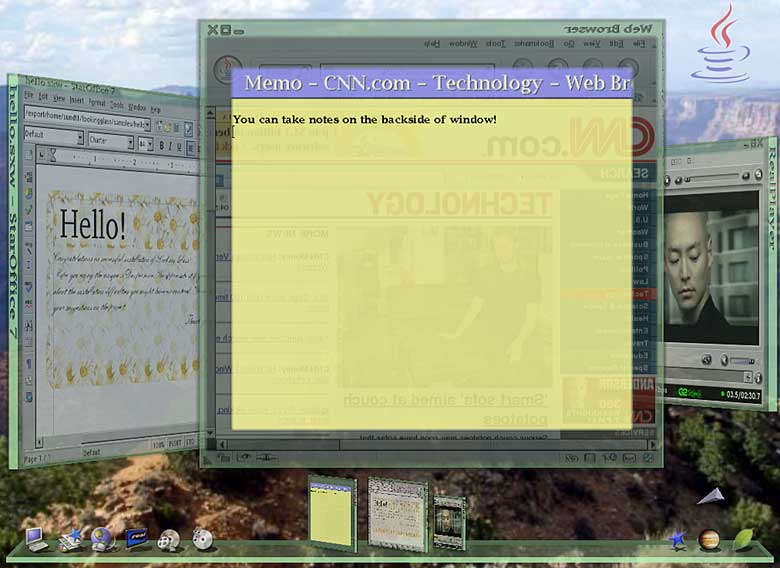
Project Looking Glass
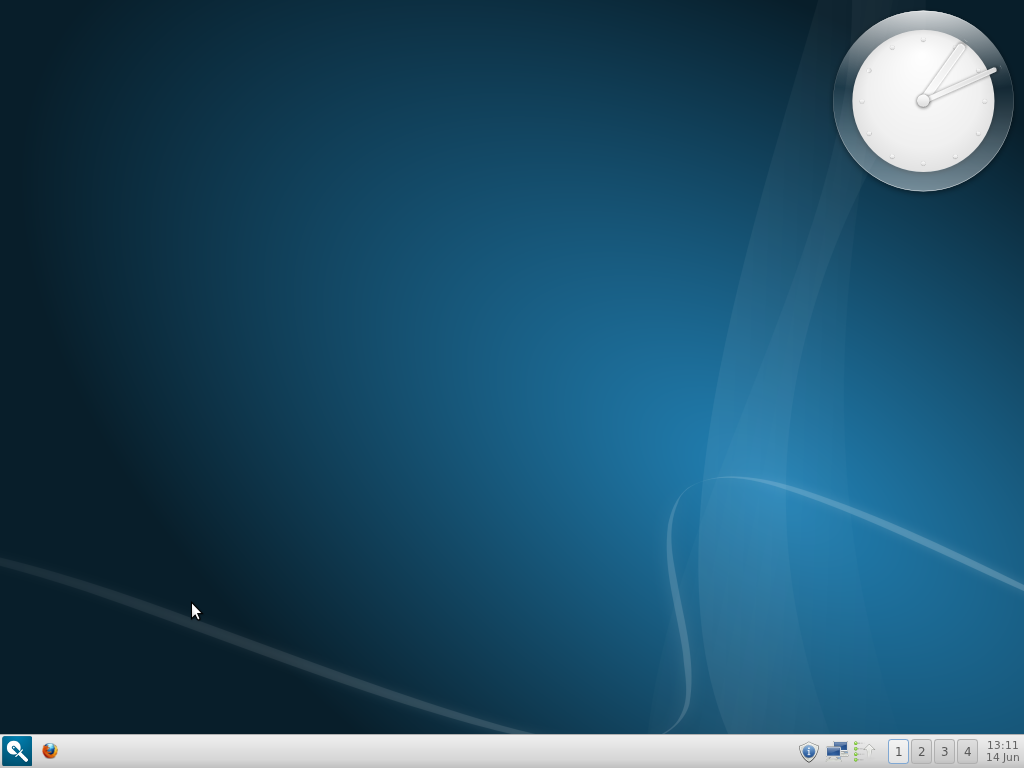
Razor-qt
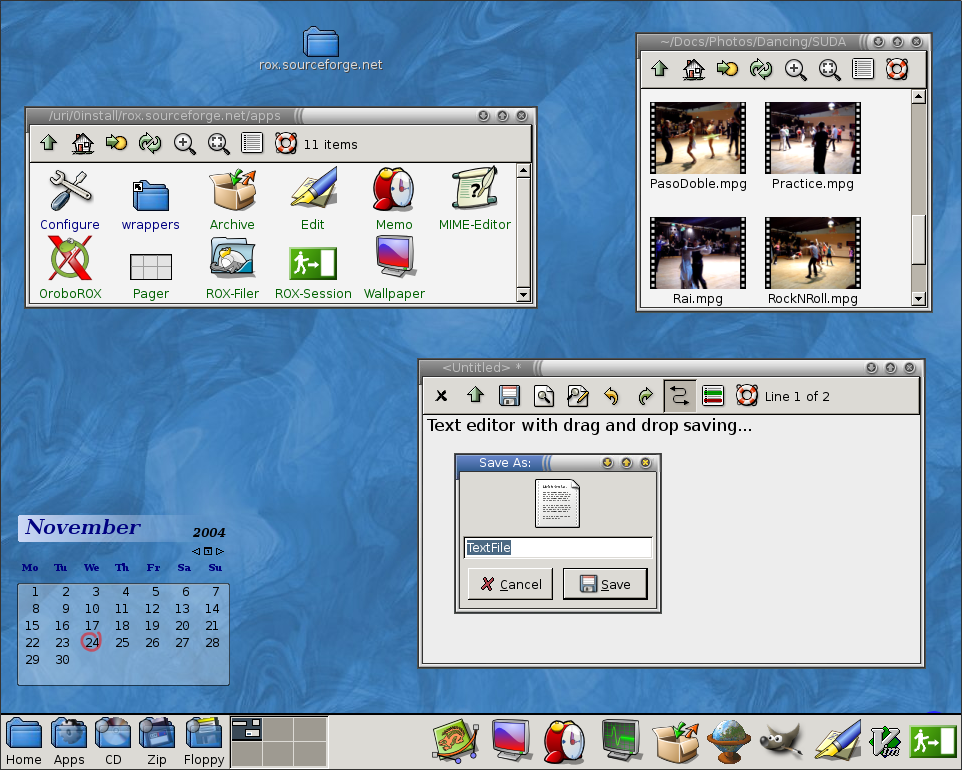
ROX Desktop
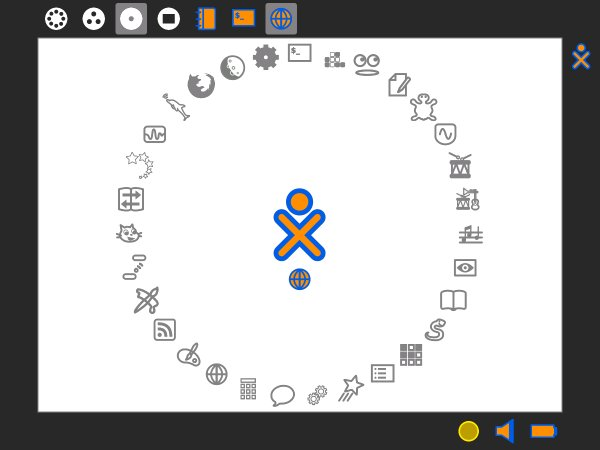
Sugar
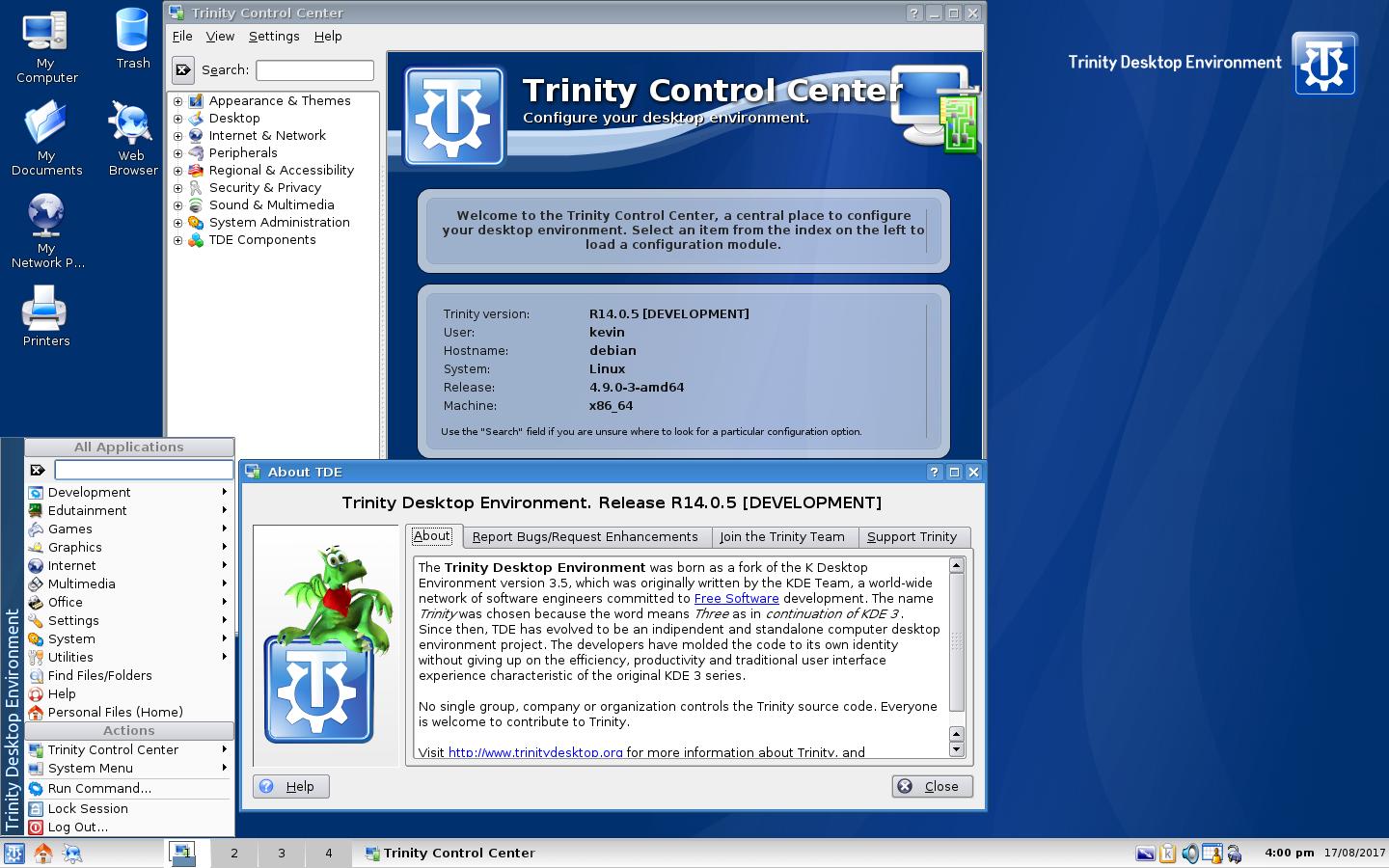
Trinity
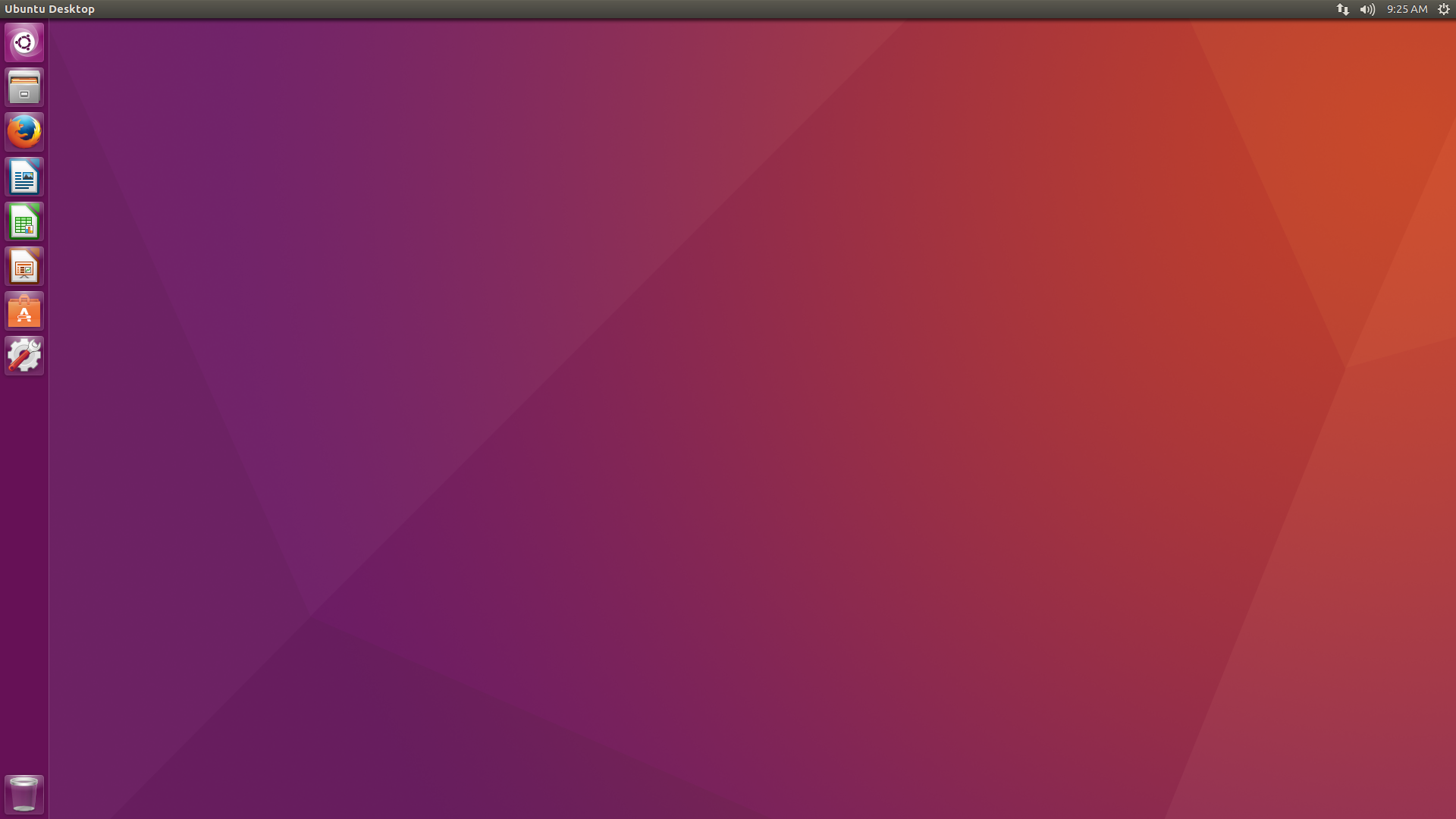
Unity
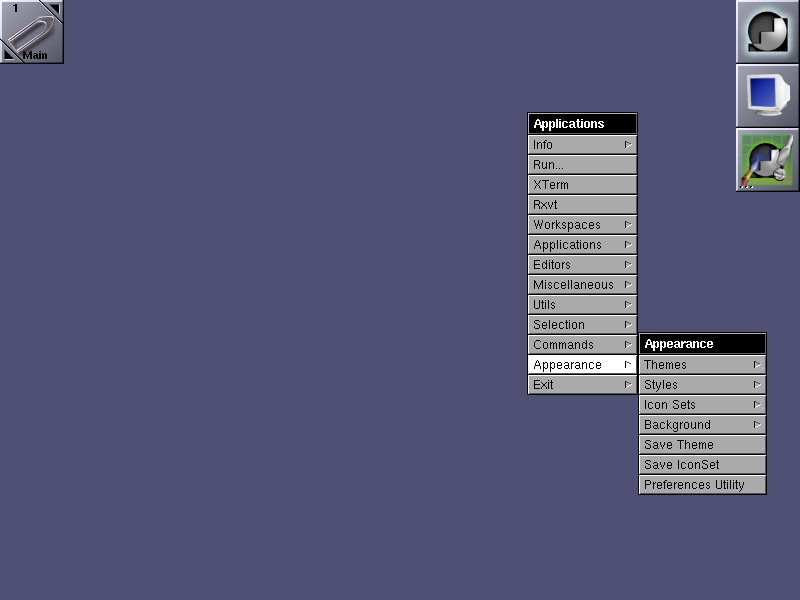
Window Maker
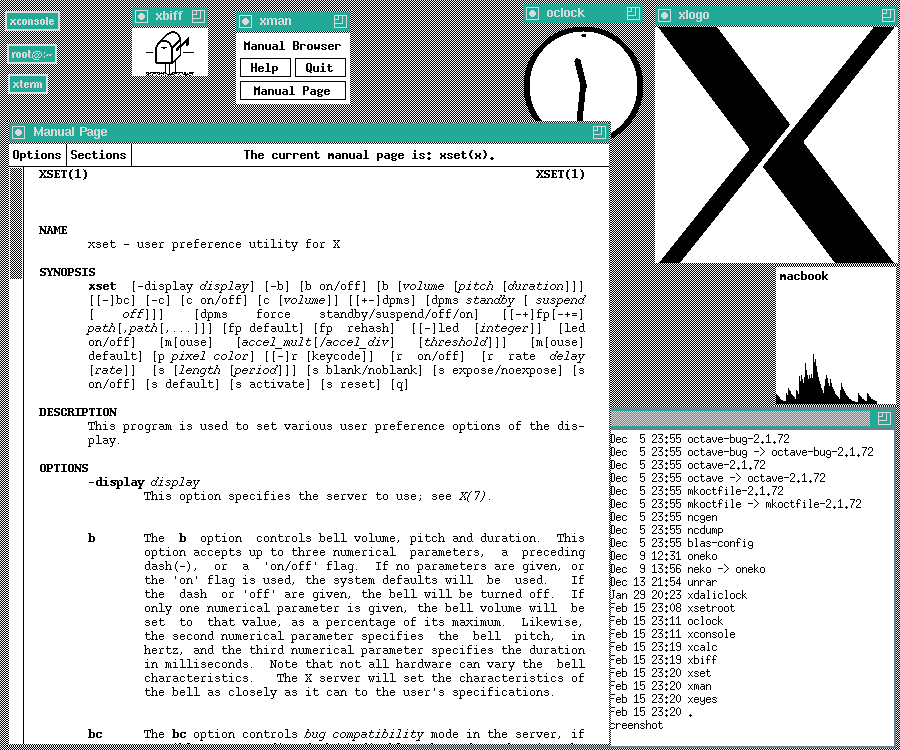
twm
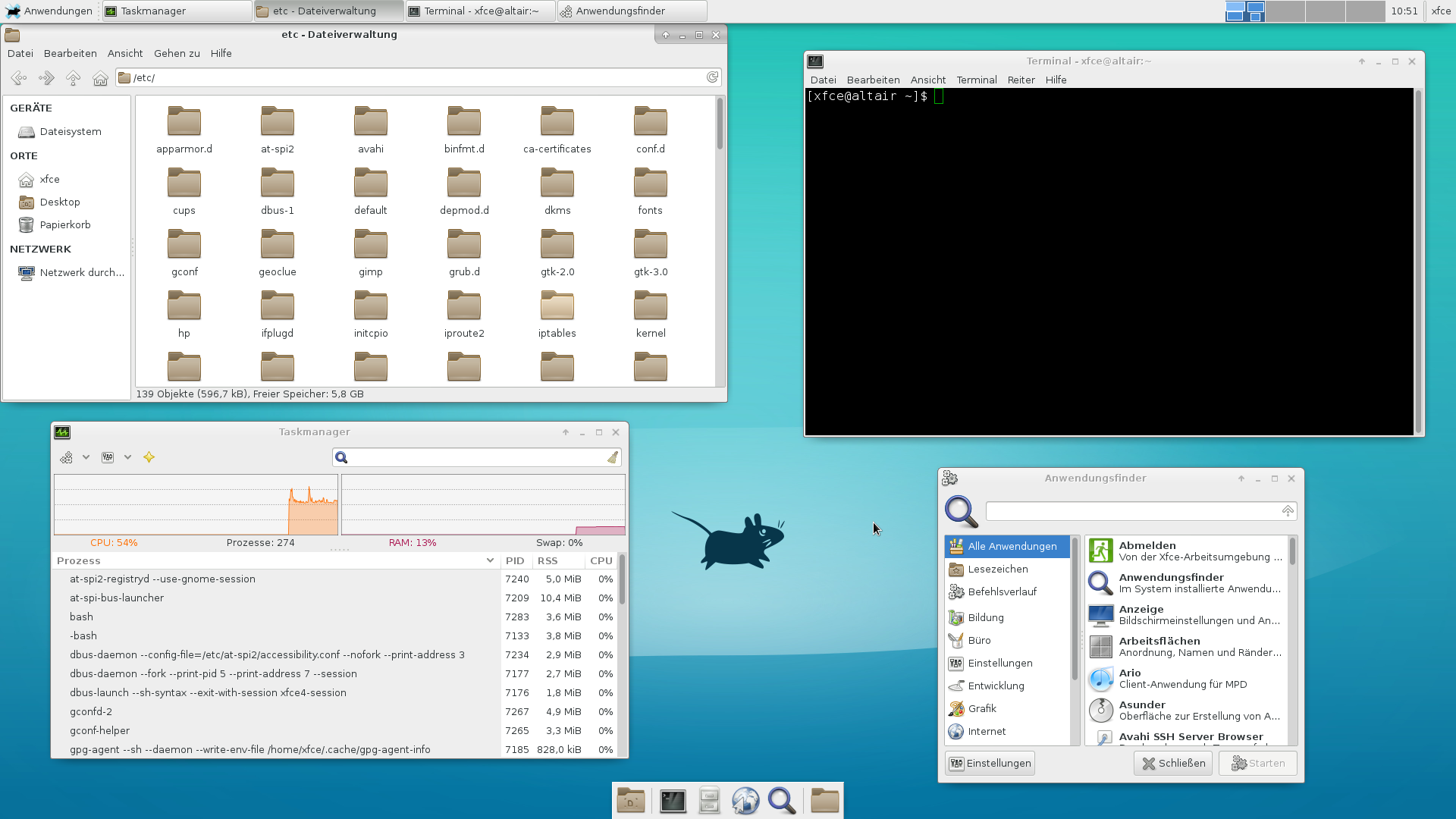
Xfce
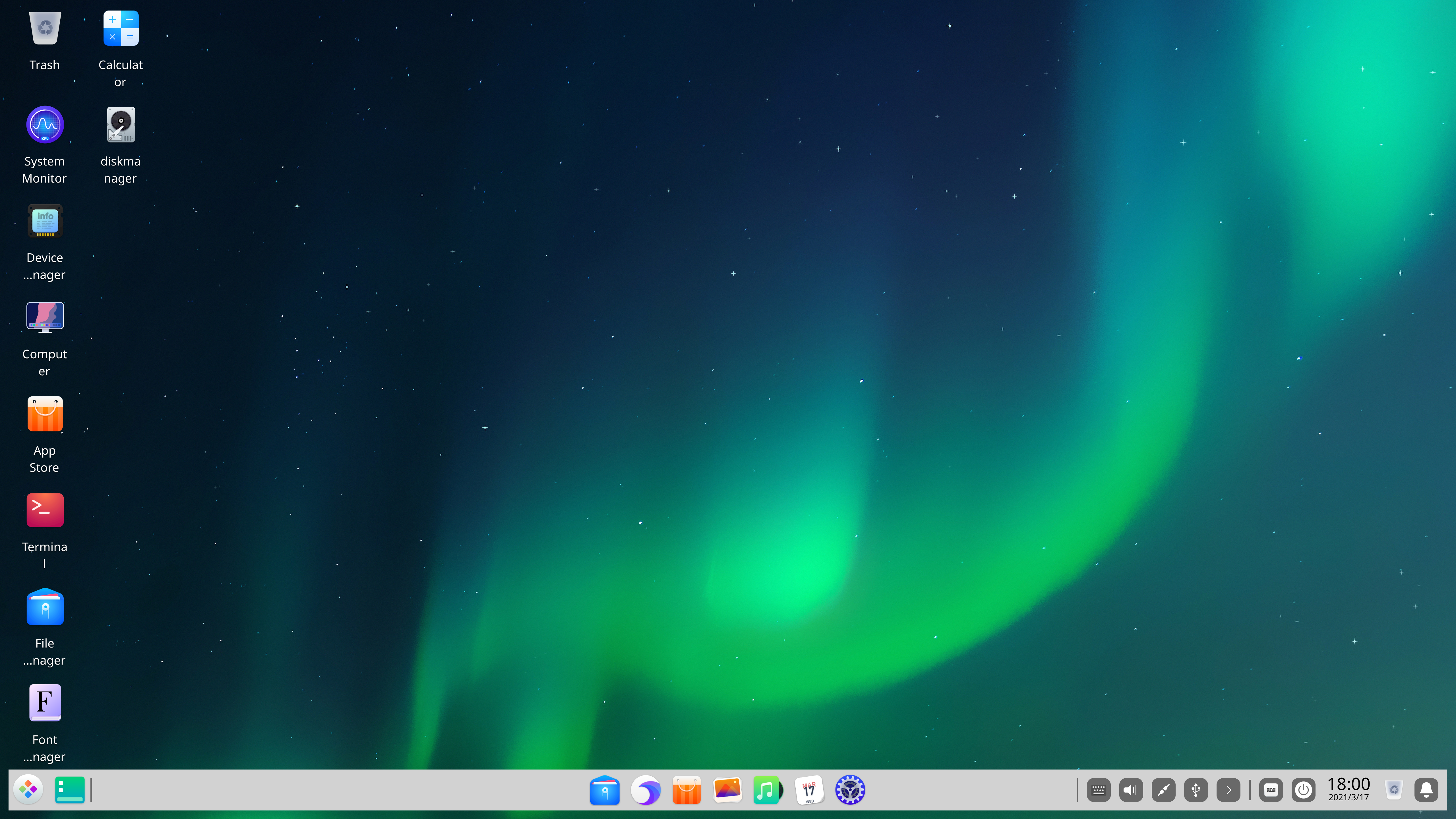
Deepin Desktop Environment